# Тоано
Тоано (на италиански: Toano, на местния диалект Тоан) е град и община в Северна Италия.

## География
Градът се намира в провинция Реджо Емилия в област (регион) Емилия-Романя. На около 40 км северно от Тоано е провинциалният център Реджо нел'Емилия. Население 4505 жители към 31 август 2009 г.

## История
Първите сведения за град Тоано датират от 6 ноември 907 г.